# Oostrozebeke

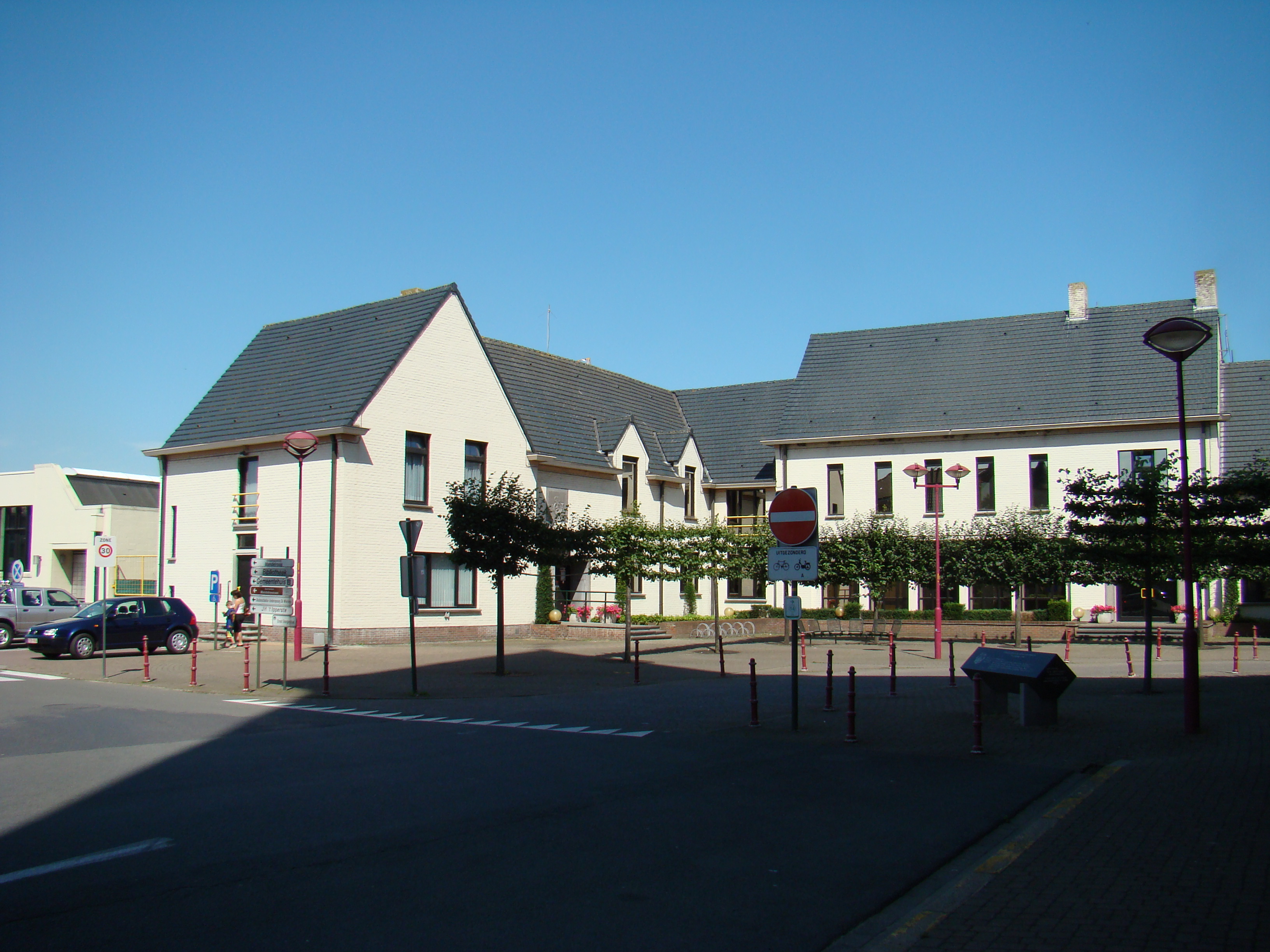
Trung tâm hành chính

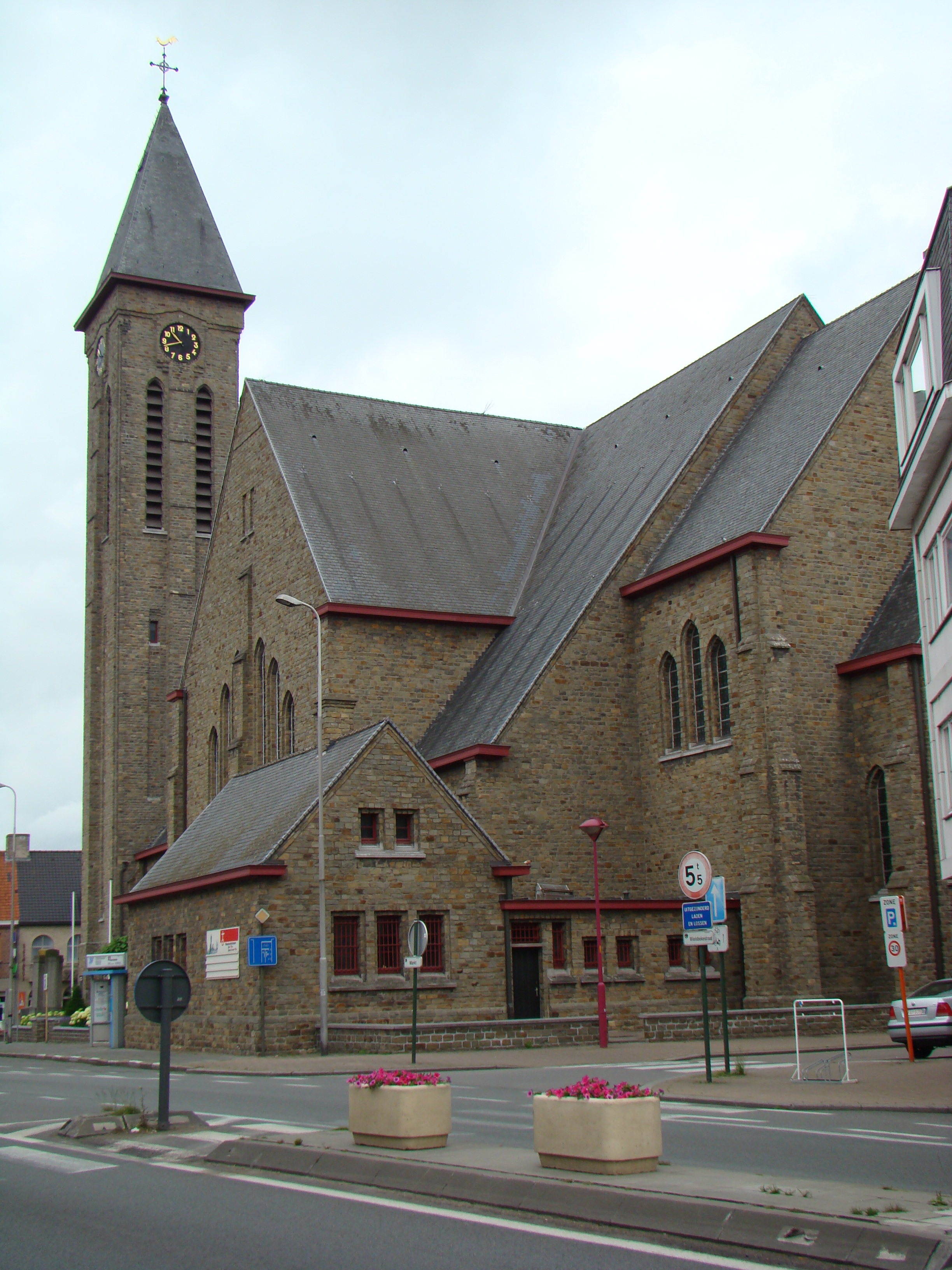
Nhà thờ Saint-Amanduschurch

Oostrozebeke là một đô thị ở tỉnh Tây Flanders. Đô thị này chỉ gồm thị trấn Oostrozebeke proper. Tại thời điểm ngày 1 tháng 1 năm 2006, Oostrozebeke có dân số 7.449 người. Tổng diện tích là 16,62 km² với mật độ dân số là 448 người trên mỗi km².